# Муо
Муо је насеље у општини Котор у Црној Гори. Према попису из 2003. било је 677 становника (према попису из 1991. било је 740 становника).
Муо је старо рибарско насеље које се 3 километра протеже уз обалу Јадранског мора, на југоисточној страни Врмца, наспрам Котора и јужног дела Доброте. Од града Котора удаљено је 3 километра.
За разлику од осталих оближњих насеља, чији се развој углавном везује за поморство, становници овог насеља бавили су се риболовом што није обезбеђивало изворе за нормалан живот. Данас је Муо саставни део града Котора.

## Демографија
У насељу Муо живи 524 пунолетна становника, а просечна старост становништва износи 38,3 година (35,8 код мушкараца и 40,7 код жена). У насељу има 231 домаћинство, а просечан број чланова по домаћинству је 2,93.
Становништво у овом насељу веома је хетерогено.
|  |

| Демографија | Демографија | Демографија |
| Година      | Становника  | Становника  |
| ----------- | ----------- | ----------- |
|             |             |             |
|             |             |             |
|             |             |             |
|             |             |             |
| 1948.       | 572         |             |
| 1953.       | 659         |             |
| 1961.       | 729         |             |
| 1971.       | 715         |             |
| 1981.       | 722         |             |
| 1991.       | 740         | 725         |
| 2003.       | 700         | 677         |
|             |             |             |

| Етнички састав према попису из 2003.‍ | Етнички састав према попису из 2003.‍ | Етнички састав према попису из 2003.‍ | Етнички састав према попису из 2003.‍ | Етнички састав према попису из 2003.‍ |
| ------------------------------------ | ------------------------------------ | ------------------------------------ | ------------------------------------ | ------------------------------------ |
|                                      |                                      |                                      |                                      |                                      |
| Црногорци                            | Црногорци                            |                                      | 327                                  | 48,30%                               |
| Хрвати                               | Хрвати                               |                                      | 137                                  | 20,23%                               |
| Срби                                 | Срби                                 |                                      | 119                                  | 17,57%                               |
| Југословени                          | Југословени                          |                                      | 15                                   | 2,21%                                |
| Словенци                             | Словенци                             |                                      | 2                                    | 0,29%                                |
| Италијани                            | Италијани                            |                                      | 2                                    | 0,29%                                |
| Руси                                 | Руси                                 |                                      | 1                                    | 0,14%                                |
| Мађари                               | Мађари                               |                                      | 1                                    | 0,14%                                |
| Македонци                            | Македонци                            |                                      | 1                                    | 0,14%                                |
| Бошњаци                              | Бошњаци                              |                                      | 1                                    | 0,14%                                |
| непознато                            | непознато                            |                                      | 3                                    | 0,44%                                |

| Година пописа     | 1948. | 1953. | 1961. | 1971. | 1981. | 1991. | 2003. |
| ----------------- | ----- | ----- | ----- | ----- | ----- | ----- | ----- |
| Број домаћинстава | 183   | 202   | 237   | 218   | 239   | 248   | 233   |

| Број чланова      | 1   | 2  | 3  | 4  | 5  | 6  | 7 | 8 | 9 | 10 и више | Просек |
| ----------------- | --- | -- | -- | -- | -- | -- | - | - | - | --------- | ------ |
| Број домаћинстава | 231 | 42 | 62 | 40 | 54 | 24 | 9 | 0 | 0 | 0         | 0      |

| Пол    | Укупно | Неожењен/Неудата | Ожењен/Удата | Удовац/Удовица | Разведен/Разведена | Непознато |
| ------ | ------ | ---------------- | ------------ | -------------- | ------------------ | --------- |
| Мушки  | 263    | 86               | 151          | 8              | 18                 | 0         |
| Женски | 291    | 73               | 167          | 43             | 8                  | 0         |
| УКУПНО | 554    | 159              | 318          | 51             | 26                 | 0         |

| Пол    | Укупно                    | Пољопривреда, лов и шумарство | Рибарство                            | Вађење руде и камена | Прерађивачка индустрија       |
| ------ | ------------------------- | ----------------------------- | ------------------------------------ | -------------------- | ----------------------------- |
| Мушки  | 103                       | 0                             | 1                                    | 0                    | 3                             |
| Женски | 89                        | 0                             | 1                                    | 0                    | 4                             |
| УКУПНО | 192                       | 0                             | 2                                    | 0                    | 7                             |
| Пол    | Производња и снабдевање   | Грађевинарство                | Трговина                             | Хотели и ресторани   | Саобраћај, складиштење и везе |
| Мушки  | 6                         | 2                             | 29                                   | 5                    | 19                            |
| Женски | 1                         | 0                             | 26                                   | 3                    | 3                             |
| УКУПНО | 7                         | 2                             | 55                                   | 8                    | 22                            |
| Пол    | Финансијско посредовање   | Некретнине                    | Државна управа и одбрана             | Образовање           | Здравствени и социјални рад   |
| Мушки  | 1                         | 3                             | 12                                   | 7                    | 3                             |
| Женски | 3                         | 3                             | 6                                    | 10                   | 19                            |
| УКУПНО | 4                         | 6                             | 18                                   | 17                   | 22                            |
| Пол    | Остале услужне активности | Приватна домаћинства          | Екстериторијалне организације и тела | Непознато            | Непознато                     |
| Мушки  | 7                         | 0                             | 0                                    | 5                    | 5                             |
| Женски | 7                         | 0                             | 0                                    | 3                    | 3                             |
| УКУПНО | 14                        | 0                             | 0                                    | 8                    | 8                             |